# Aislamiento eléctrico

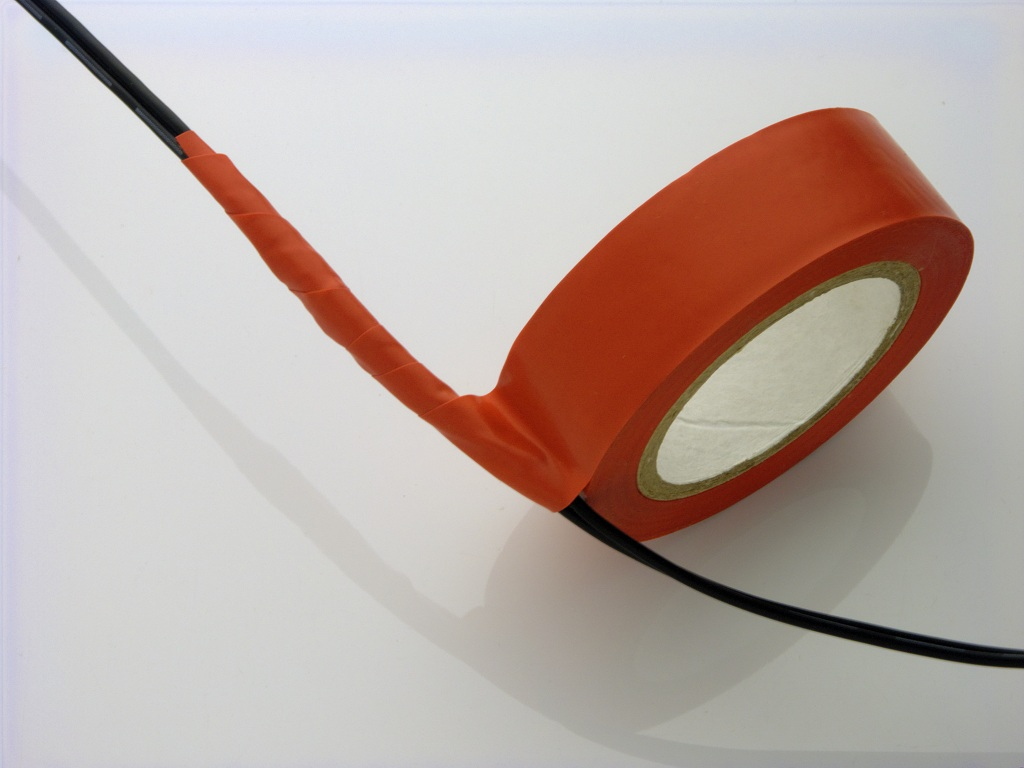
Cinta aislante eléctrica.

Un aislante eléctrico, también llamado "aislante", es un material cuyas cargas eléctricas internas no pueden moverse causando una escasa magnitud de corriente bajo la influencia de un campo eléctrico, a diferencia de los materiales conductores y semiconductores, que conducen fácilmente una corriente eléctrica. La característica fundamental que distingue a los materiales aislantes es su alta resistividad comparada con los semiconductores y conductores.
El aislamiento eléctrico perfecto no existe; incluso el mejor aislamiento contiene pequeños portadores móviles (portadores de carga), capaces de transportar corriente. Por lo cual, cualquier tipo de aislamiento se vuelve conductor cuando se le aplica una tensión lo suficientemente alta como para que dispare electrones de los átomos que constituyen el material. Este valor se conoce como tensión de ruptura de un aislamiento. Comúnmente se atribuye como buen
Aislante el vidrio, el papel y el teflón, los cuales cuentan con una alta resistividad. Los materiales aislantes tienen la función de evitar el contacto entre las diferentes partes conductoras (aislamiento de la instalación) y proteger a las personas frente a las tensiones eléctricas (aislamiento protector). Un ejemplo de estos materiales son los polímeros similares al caucho, y la mayoría de plásticos  que pueden ser de naturaleza termoestable o termoplástica.
El aislamiento se usa ampliamente en equipos eléctricos para separar conductores eléctricos y evitar que fluya corriente eléctrica entre ellos. El aislamiento se usa también para cubrir los cables eléctricos. Existen distintos niveles de aislamiento para cables eléctricos, en baja tensión los dos más comunes son 450/750 V y 0.6/1 kV. El término aislador se refiere específicamente a los soportes aislantes usados para fijar las líneas de transmisión o de distribución a postes y torres de transmisión. Los aisladores soportan el peso de las líneas y evitan que fluya corriente a través de estas hacia la estructura que las soporta.

## Física de conducción en sólido
De acuerdo con la teoría moderna de la materia (comprobada por resultados experimentales), los átomos de la materia están constituidos por un núcleo cargado positivamente, alrededor del cual giran a gran velocidad cargas eléctricas negativas. Estas cargas negativas, los electrones, son indivisibles e idénticas para toda la materia. 
En los elementos llamados conductores, algunos de estos electrones pueden pasar libremente de un átomo a otro cuando se aplica una diferencia de potencial (o tensión eléctrica) entre los extremos del conductor.
A este movimiento de electrones es a lo que se llama corriente eléctrica. Algunos materiales, principalmente los metales, tienen un gran número de electrones libres que pueden moverse a través del material. Estos materiales tienen la facilidad de transmitir carga de un objeto a otro, estos son los antes mencionados conductores.
La mayoría de los aislantes tienen una banda prohibida grande. Esto ocurre porque la banda de "valencia" que contiene los electrones de mayor energía está llena, y un gran hueco energético separa esta banda de la banda inmediatamente superior. Siempre hay un cierto voltaje llamado tensión de ruptura) que proporciona a los electrones la energía suficiente para ser excitados en esta banda. Una vez que se supera este voltaje, se produce la ruptura eléctrica y el material deja de ser un aislante, pasando la carga. Esto suele ir acompañado de cambios físicos o químicos que degradan permanentemente el material y sus propiedades aislantes.
Cuando el campo eléctrico aplicado a través de una sustancia aislante supera en cualquier punto el campo umbral de ruptura de dicha sustancia, el aislante se convierte repentinamente en conductor, provocando un gran aumento de la corriente, un arco eléctrico a través de la sustancia. La ruptura eléctrica se produce cuando el campo eléctrico en el material es lo suficientemente fuerte como para acelerar los  portadores de carga libres (electrones e iones, que siempre están presentes en bajas concentraciones) a una velocidad lo suficientemente alta como para arrancar los electrones de los átomos cuando chocan contra ellos,  ionizando los átomos. Estos electrones e iones liberados se aceleran a su vez y golpean otros átomos, creando más portadores de carga, en una reacción en cadena. Rápidamente, el aislante se llena de portadores de carga móviles y su resistencia desciende a un nivel bajo. En un sólido, la tensión de ruptura es proporcional a la energía de la banda prohibida. Cuando se produce un efecto corona, el aire en una región alrededor de un conductor de alta tensión puede romperse e ionizarse sin que se produzca un aumento catastrófico de la corriente. Sin embargo, si la región de descomposición del aire se extiende hasta otro conductor con un voltaje diferente, se crea un camino conductor entre ellos, y una gran corriente fluye a través del aire, creando un arco eléctrico. Incluso el vacío puede sufrir una especie de descomposición, pero en este caso la descomposición o arco en el vacío implica cargas expulsadas de la superficie de electrodos metálicos en lugar de ser producidas por el propio vacío.
Además, todos los aislantes se convierten en conductores a temperaturas muy altas, ya que la energía térmica de los electrones de valencia es suficiente para ponerlos en la banda de conducción.
En ciertos condensadores, los cortocircuitos entre electrodos formados debido a la ruptura dieléctrica pueden desaparecer cuando se reduce el campo eléctrico aplicado.

### Ley de Ohm
El voltaje hace que la electricidad fluya a lo largo de los alambres de cobre, mientras que el aislamiento que cubre dichos alambres ejercen una resistencia al paso de corriente, que es mucho menor a lo largo del alambre. 
Al aplicar la ley de Ohm al alambre, tendremos que a menor resistencia del alambre, se tendrá más corriente con el mismo voltaje. Es importante tener presente que ningún aislamiento es perfecto (su resistencia no es infinita), de modo que cierta cantidad de electricidad fluye a lo largo del aislamiento a través de la tierra. Esta corriente puede ser de millonésimas de amperios, pero se debe medir con un buen instrumento de prueba de aislamiento, como el megóhmetro, popularmente conocido como «Megger».
En resumen, un buen aislamiento es el que no se deteriora al aumentar el voltaje y por ende, la corriente, obteniéndose una resistencia alta, la cual se debe mantener en el tiempo. Esto se visualiza al realizar mediciones periódicas y estudiando la tendencia que provoca que un aislamiento se deteriore.
Existen diferentes tipos de sobretensiones:
- Sobretensiones en régimen permanente, o sobretensiones permanentes o en sus proximidades). Se caracterizan por un frente escarpado de duración comprendida entre microsegundos y milisegundos:
- Frente lento: Frente de 20 microsegundos a 500 microsegundos, cola de hasta 20 milisegundos.
- Frente rápido: Frente de 0,1 microsegundos a 20 microsegundos, cola de hasta 300 microsegundos.
- Frente muy rápido: Frente menor(que haya contacto eléctrico) Los materiales utilizados más frecuentemente son los plásticos y las cerámicas.

El comportamiento de los aislantes se debe a la barrera de potencial que se establece entre las bandas de valencia y conducción, que dificulta la existencia de electrones libres capaces de conducir la electricidad a través del material (para más detalles ver semiconductor).
Un material aislante de la electricidad tiene una resistencia teóricamente infinita. Algunos materiales, como el aire o el agua son aislantes bajo ciertas condiciones pero no para otras. El aire, por ejemplo, es aislante a temperatura ambiente, pero bajo condiciones de frecuencia de la señal y potencia eléctrica relativamente bajas, puede convertirse en conductor.
Materiales conductores: metales, hierro, mercurio, oro, plata, cobre, platino, plomo, etc.
Materiales aislantes: plástico, madera, cerámicas, goma, agua destilada

## Historia

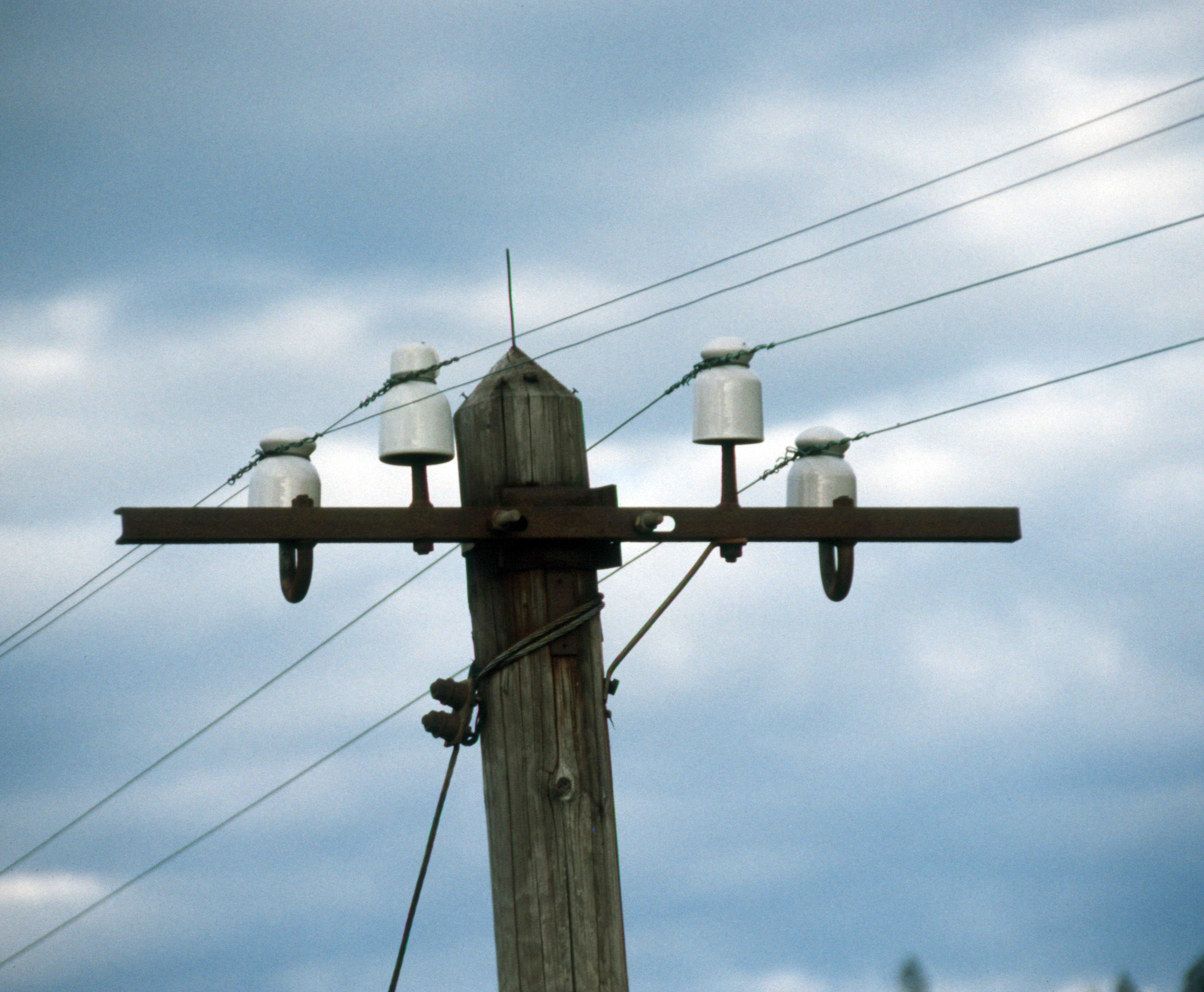
Poste de telégrafo con aisladores de porcelana en Schwaben, Alemania

Los primeros sistemas eléctricos que utilizaron aisladores fueron las líneas telegráficas; la fijación directa de los cables a los postes de madera daba muy malos resultados, especialmente cuando había humedad.
Los primeros aislantes de vidrio que se utilizaron en grandes cantidades tenían un orificio sin rosca. Estos trozos de vidrio se colocaban sobre un pasador de madera cónico, que se extendía verticalmente hacia arriba desde la cruceta del poste (comúnmente sólo dos aisladores a un poste y tal vez uno encima del propio poste). La contracción y dilatación natural de los cables atados a estos "aisladores sin hilo" hacía que los aisladores se desprendieran de sus clavijas, lo que requería un reajuste manual.
Entre los primeros en producir aisladores de cerámica se encuentran las empresas del Reino Unido, con Stiff y Royal Doulton utilizando gres desde mediados de la década de 1840, Joseph Bourne (que posteriormente pasó a llamarse Denby Pottery Company) produciéndolos desde aproximadamente 1860 y Bullers desde 1868. La patente número 48.906 fue concedida a Louis A. Cauvet el 25 de julio de 1865 por un proceso para producir aisladores con un orificio roscado: los aisladores de tipo pasador siguen teniendo orificios roscados.
La invención de los aisladores de suspensión hizo posible la transmisión de energía de alta tensión. A medida que las tensiones de las líneas de transmisión alcanzaban y superaban los 60.000 voltios, los aisladores necesarios se hacían muy grandes y pesados, y los fabricados para un margen de seguridad de 88.000 voltios eran el límite práctico para su fabricación e instalación. Los aisladores de suspensión, en cambio, pueden conectarse en cadenas tan largas como lo requiera la tensión de la línea.
Se ha fabricado una gran variedad de aisladores telefónicos, telegráficos y eléctricos; algunas personas los coleccionan, tanto por su interés histórico como por la calidad estética de muchos diseños y acabados de aisladores. Existe una organización de coleccionistas que es la US National Insulator Association (Asociación Nacional de Aisladores de Estados Unidos), que cuenta con más de 9000 miembros.

## Aislamiento en aparatos eléctricos

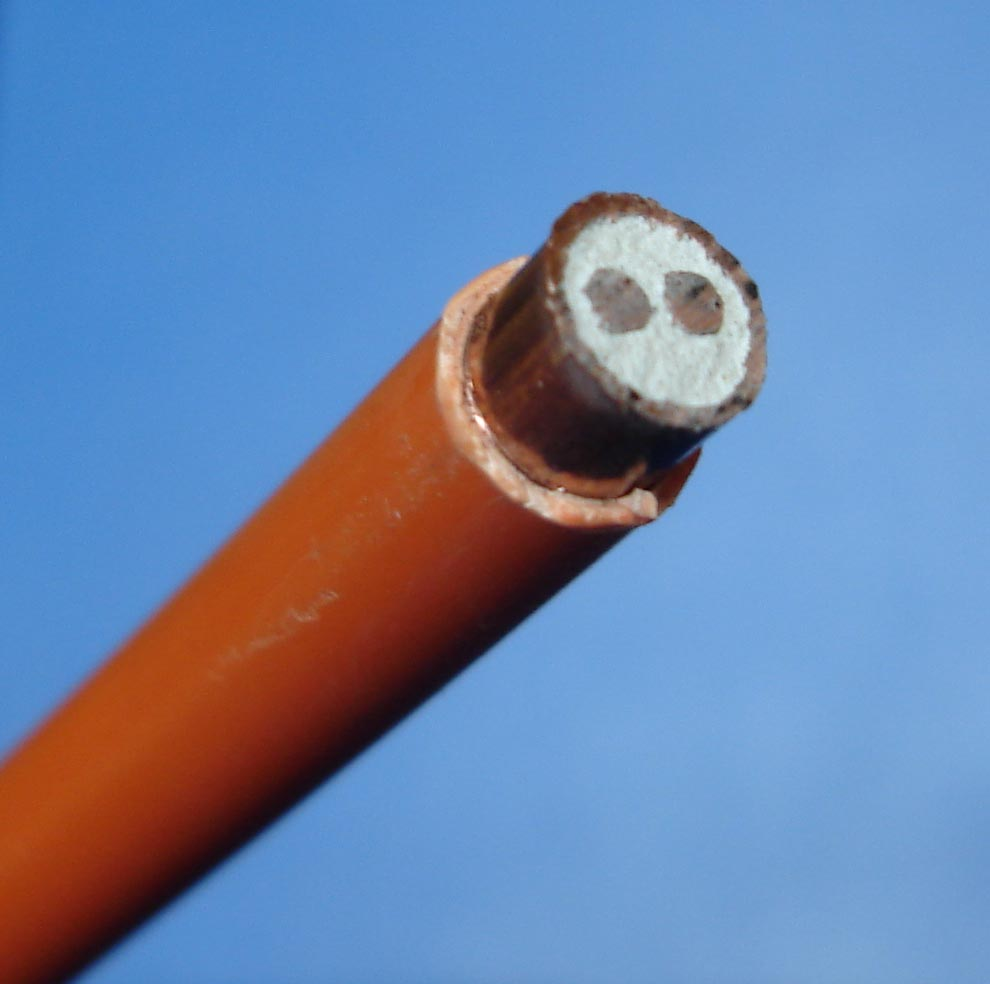
Cable con revestimiento de PVC cable de cobre con aislamiento mineral con dos núcleos conductores.

El material aislante más importante es el aire. En los aparatos eléctricos también se utilizan diversos aislantes sólidos, líquidos y gas. En transformadores más pequeños, generadores y  motores eléctricos, el aislamiento de las bobinas de alambre consiste en hasta cuatro capas finas de película de barniz polimérico. El alambre magnético aislado con película permite al fabricante obtener el máximo número de vueltas en el espacio disponible. Los devanados que utilizan conductores más gruesos a menudo se envuelven con cinta aislante suplementaria de fibra de vidrio. Los devanados también pueden impregnarse con barnices aislantes para evitar la corona eléctrica y reducir la vibración del alambre inducida magnéticamente. Los devanados de los grandes transformadores de potencia se siguen aislando principalmente con papel, madera, barniz y aceite mineral; aunque estos materiales se han utilizado durante más de 100 años, siguen ofreciendo un buen equilibrio entre economía y rendimiento adecuado. Las  barras colectoras y los disyuntores de los conmutadores pueden estar aislados con plástico reforzado con fibra de vidrio, tratado para que tenga una baja propagación de la llama y para evitar el seguimiento de la corriente a través del material.
En los aparatos más antiguos fabricados hasta principios de la década de 1970, pueden encontrarse placas de amianto comprimido; aunque se trata de un aislante adecuado a frecuencias de potencia, la manipulación o reparación del material de amianto puede liberar fibras peligrosas al aire y debe realizarse con precaución. El alambre aislado con amianto de fieltro se utilizó en aplicaciones de alta temperatura y resistentes a partir de la década de 1920. General Electric vendía este tipo de cable con el nombre comercial "Deltabeston".
Hasta principios del siglo XX, los cuadros de distribución en tensión eran de pizarra o mármol. Algunos equipos de alta tensión están diseñados para funcionar dentro de un gas aislante de alta presión, como el hexafluoruro de azufre. Los materiales aislantes que funcionan bien a potencia y bajas frecuencias pueden ser insatisfactorios a radiofrecuencia, debido al calentamiento por disipación dieléctrica excesiva.
Los cables eléctricos pueden aislarse con polietileno, polietileno reticulado (mediante procesamiento por haz de electrones o reticulación química), PVC, Kapton, polímeros similares al caucho, papel impregnado de aceite, Teflón, silicona o etileno tetrafluoroetileno modificado (ETFE). Los cables de alimentación de mayor tamaño pueden utilizar polvo inorgánico comprimido, dependiendo de la aplicación.
Los materiales aislantes flexibles como el PVC (cloruro de polivinilo) se utilizan para aislar el circuito y evitar el contacto humano con un cable "vivo", es decir, con una tensión de 600 voltios o menos. Es probable que se utilicen cada vez más materiales alternativos, ya que la legislación de la UE sobre seguridad y medio ambiente hace que el PVC sea menos económico.
En aparatos eléctricos como motores, generadores y transformadores, se utilizan varios sistemas de aislamiento, clasificados según su temperatura máxima de trabajo recomendada para lograr una vida útil aceptable. Los materiales van desde tipos de papel mejorados hasta compuestos inorgánicos. 

### Aislamiento de Clase I y Clase II
Todos los aparatos eléctricos portátiles o de mano están aislados para proteger a su usuario de descargas dañinas.
El aislamiento de clase I requiere que el cuerpo metálico y otras partes metálicas expuestas del aparato estén conectadas a tierra a través de un cable de tierra que esté tierraed en el panel de servicio principal, pero sólo necesita un aislamiento básico en los conductores. Este equipo necesita una clavija adicional en el enchufe para la conexión a tierra.
Aislamiento de clase II significa que el aparato está doblemente aislado. Se utiliza en algunos aparatos como afeitadoras eléctricas, secadores de pelo y herramientas eléctricas portátiles. El doble aislamiento requiere que los dispositivos tengan aislamiento básico y suplementario, cada uno de los cuales es suficiente para evitar  descargas eléctricas. Todos los componentes internos eléctricamente energizados están totalmente encerrados en un cuerpo aislado que impide cualquier contacto con las partes "vivas". En la UE, todos los aparatos con doble aislamiento están marcados con un símbolo de dos cuadrados, uno dentro del otro.

## Aisladores para líneas telefónicas y de transmisión de energía

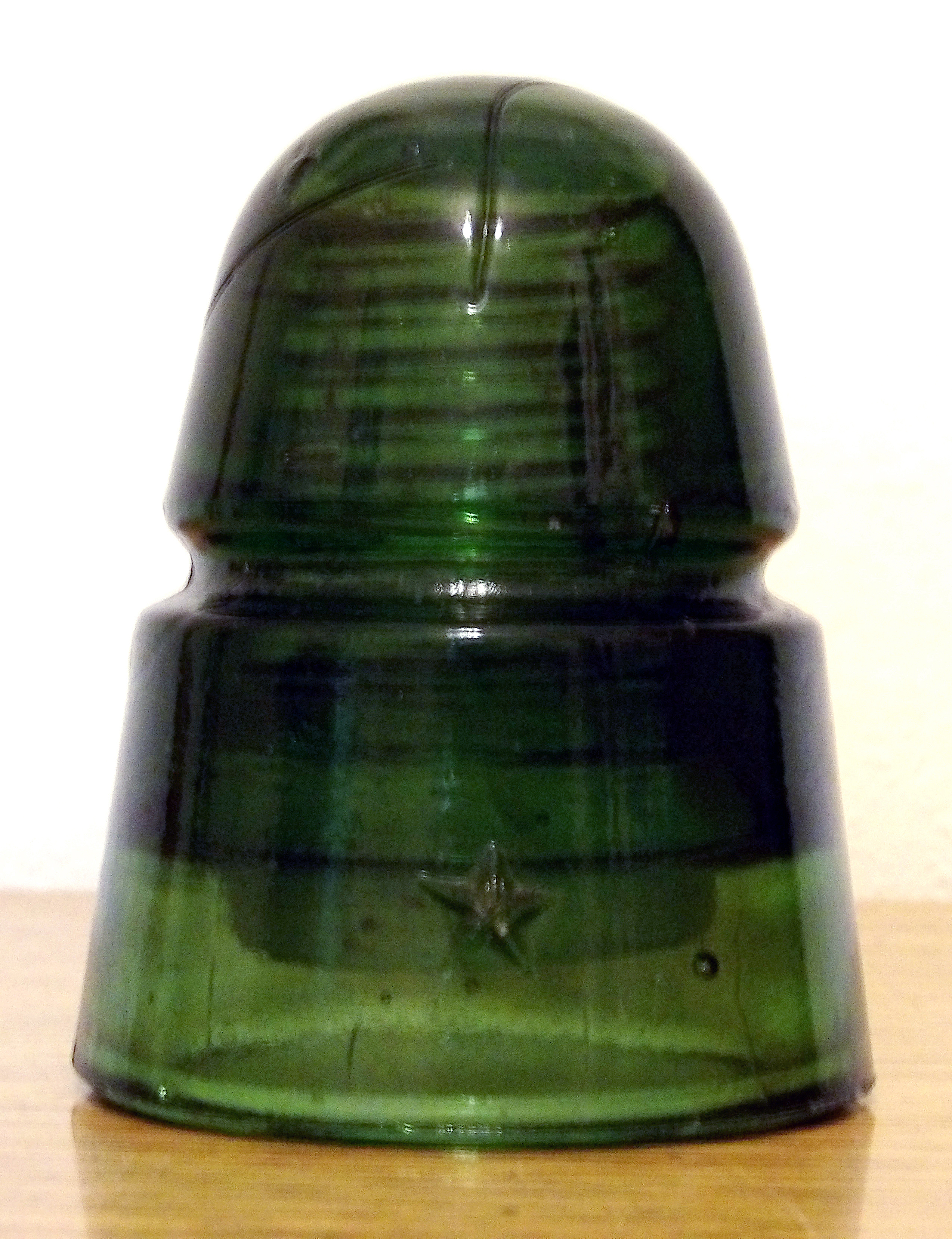
Aislador de vidrio tipo clavija para transmisiones de larga distancia alambre abierto para comunicaciones telefónicas, fabricado para AT&T en el periodo comprendido entre c. 1890 y la Primera Guerra Mundial; se fija a su estructura de soporte con una clavija metálica o de madera similar a un tornillo que coincide con la rosca en el espacio interior hueco. El cable de transmisión se ata en la ranura alrededor del aislador justo debajo de la cúpula

Los conductores para transmisión de energía eléctrica aérea de alta tensión están desnudos y aislados por el aire circundante. Los conductores para tensiones más bajas en distribución pueden tener algo de aislamiento, pero a menudo también están desnudos. Los soportes aislantes son necesarios en los puntos donde se apoyan en postes de servicios públicos o torres de transmisión. También se necesitan aisladores en los puntos en los que el cable entra en edificios o dispositivos eléctricos, como transformadores o disyuntores, para aislarlos de la caja. A menudo se trata de bujes, que son aislantes huecos con el conductor en su interior.